# 唐代方言
唐代方言唐代方言分区与现代汉语方言分区相较，差异甚为显著。现代粵语的地区，当时还处在汉语边缘区。史料中根本没有出现关于粤语的描述。今江西省境，当时及至宋代均被描述为吴语区。现代的赣、客语，在唐代史料中也没有出现任何记载。
唐人文献中提到的方言地域，范围涉及很广，北达幽州，南括南楚，西至高昌，东达齐鲁，包括了现今的大半个中国。到但是这一地域范围与唐代汉语总体的空间格局是相去甚远的。在唐人的诗文中，散布着不少对当时方言的感知资料。这些资料对于揭示语言系统的内部事实未免有所不足，但用于钩稽其当时方言的分布状态则应属有效。特别是其中关于当时方言具体空间位置的描述，至少有助于揭示当时人对于方言区域的认知。

## 划分
自1920年法国汉学家马伯乐发表《唐代长安方音考》之后，在1933年，罗常培先生就出版了专著《唐五代西北方音》。该书用五种敦煌写本及《唐蕃会盟碑》中的汉藏对音材料同《切韵》比较以推溯其渊源，然后再同六种现代西北方音比较以探讨其流变，但并不关注这些方音的空间分布状况。之后，黄淬伯先生1970年完成的《唐代关中方言音系》，以及2005年储泰松在其博士论文的基础上出版的专著《唐五代关中方音研究》研究，只是所据材料各有不同而已。随着对唐代方音研究的推进，语言学界对于唐代方言的地理区划也愈益重视。主要表现为储泰松的系列论文。

### 储泰松的划分
储泰松先是在2001年对唐代方言资料中的“吴音”和“秦音”进行辨析，认为其实分别指南、北方通语。稍后，他发表了《唐代音义所见方音考》，该文第二部分为“唐代方言的地理区划”，提出“依其地理位置可以分为南北两大片”，“南北的分别大体是以秦岭一淮河为分界线的”。之后他又发表《唐代的方言研究及其方言观念》一文，除申述前文中的唐代方言区划，还讨论了唐人对方言现象的认知。
- 南方片
  - 梁益之间、川音、蜀、山南、汉上、吴楚襄邓、吴人、吴音、江南、淮南、吴会间、会稽、江东、江外、江西、南楚、南人、南方人
- 北方片
  - 高昌、关之东西、关西、鄺州、关中、关内、秦、秦人、三辅、陕以西、中国、关东、齐鲁、山东、晋绛以北、河北幽镇、幽州、北土、北人、江北

### 冯蒸的划分
冯蒸2002《唐代方音分区考略》把汉语唐代方音分成了五大方音区，并且指出唐代有两个标准音，冯蒸(2005)根据《尔雅音图》音注又补充了
一个方音区：
- 唐代中原方音区：洛阳音。
- 唐代西北方音区一：长安音；
- 唐代西北方音区二：河西方言。
- 唐代江淮方音区：扬州音（附：金陵音）。
- 唐代东南方音区：闽音区。
- 唐代江南方音区：吴音区。
- 唐代西南方音区：成都音。
- 唐代有两个标准音，（一）长安音；（二）洛阳音。

### 张伟然 张吾南的划分
张伟然 张吾南于《历史地理》第三十六辑发表《基于语感资料的唐代汉语方言分区》，遍搜唐人诗文中对当时方言的感知资料，通过分析归纳，力图复原出一个具有区域等级系统的唐代方言区划方案：
唐代汉语的分布区域有两种类型拿起大致边界分布如下：
- 一种是核心区，即汉语呈连续分布、外族语言基本上可以忽略的区域；
- 另一种是边缘区，即汉语与外族语言相混杂的地区。显然边缘区分布在核心区外围。
  - 西北地区，这一带汉语核心区域的边界大致在陇山一线。
    - 陇山以东，汉语核心区域的北界应该在无定河附近。
    - 无定河以东，今山西北部，当时汉语的北缘在岚州、忻州、代州一带。

  - 西部及西南地区。
    - 西部，四川盆地西缘的横断山脉，在当时是唐朝与吐蕃的分界线，显然也就是汉语核心区的西界，这一界线在西南至于大渡河。
    - 大渡河以东，汉语核心区的界线大体是沿长江东下，一折而与云贵高原的东沿相重合。
    - 三峡以东，汉语核心区的边界顺着云贵高原东沿南折而至于南岭。
    - 云贵高原东缘的雪峰山脉以南，汉语核心区的界线当在南岭一线。

  - 东南方向，汉语核心区的界线当在今浙南温州一带。
  - 东边、东北边缺乏明文记载，汉语核心区东边极于海没有问题；
  - 东北，则当是从辽水往西循燕山而接太行。

在汉语核心区内部，唐人首先注意到的一个最显著的方言事实是南北差异，南北的分别大体以秦岭淮河为分界线。
- 吴语

唐人对淮水以南的这个方言区，称为“吴”语。由于战国时吴越之地均并于楚，秦汉以降往往将吴越一带也泛称为楚。考虑到另有一个特称为“楚语”的方言区存在，这一地区的方言显然应被称作“吴语”才更合适。在当时，吴语才是这一带的强势方言。情况类似的还有长江以南的金陵和京口。以淮河作为当时吴语的北界，是较为妥当的。吴语的西界应该到了江汉平原中部。长江以南，鄱阳湖流域应该都是吴语的范围。鄱阳湖流域，至少其东部和北部，应该都是吴语范围。东南方向，吴语的南界应该到达今温州以北应该都是吴语的范围。其核心区域应当在太湖流域。
- 楚语

北方方言与南方方言的分界在秦岭淮河一线，吴楚方言的过渡地段在江汉平原中部一带。这样就已经得到了楚语的北界和东界。这两条边界均是与其他汉语方言的边界。其南界应是南岭以北的今湖南南部，此地已是汉语核心区的边缘。湘江流域通行楚语。汉语核心区到三峡、雪峰山脉即止，这就是楚方言的西界。这条界线的今湖南部分是楚语和非汉语的交杂区域。楚语在今湖南境内与非汉语并存，在湘水流域尤显强势。
- 闽音

唐人对吴、楚两种方言的关注度相当高，东南部的汉语方言基本也就是吴楚二分。闽地的汉语势力在当时比较薄弱。“越音”显然是闽地曾为古代“闽越”之地而言。闽语作为一种独特的方言开始形成的痕迹。到了唐末，闽语已经初步成型。晚唐时的人们已经把闽地与越地的方音区分开来。
- 蜀音

西南区域的蜀地方言开始露出独特面貌。蜀地的核心区域在四川盆地一带，三面环绕少数民族语言，北面与关中以秦岭相隔。陕南的汉水流域当时应该是蜀语地区。蜀音的势力在走出盆地后还向西北方向延伸了一段距离；在唐代，秦岭是京畿道和山南道的分界，也是秦、蜀两种方言的分界。
- 秦音

北方方言的歧异程度要远低于南方方言，其中较为突出的是关中一带的秦音。秦音的分布向东不过黄河。结合上文论述，秦音在唐代的大致分布应该是在黄河以西、秦岭以北的西北地区。其核心部分则显然是长安一带的渭水流域。